# Österreich-Rundfahrt 2012/Fahrerfeld
An den Start der Österreich-Rundfahrt 2012 gingen sechs UCI ProTeams, acht UCI Professional Continental Teams und vier UCI Continental Teams.
| Mannschaft                        | Kürzel | Lizenz                            | Starter |
| --------------------------------- | ------ | --------------------------------- | --- |
| Astana Pro Team                   | AST    | UCI ProTeam                       | 1 Alexander Djatschenko , 2 Enrico Gasparotto , 3 Francesco Gavazzi , 4 Jewgeni Nepomnjatschschi , 5 Kevin Seeldraeyers ; Aufgabe in der 4. Etappe, 6 Assan Basajew , 7 Jacopo Guarnieri , 8 Andrei Seiz – Teamchef: Alexander Schefer.                          |
| RadioShack-Nissan                 | RNT    | UCI ProTeam                       | 11 George Bennett , 12 Matthew Busche , 13 Markel Irízar , 14 Benjamin King , 15 Laurent Didier , 16 Jakob Fuglsang , 17 Thomas Rohregger , 18 Oliver Zaugg – Teamchef: José Azevedo.                                                                            |
| Katusha Team                      | KAT    | UCI ProTeam                       | 21 Maxim Belkow , 22 Pawel Brutt , 23 Marco Haller , 24 Petr Ignatenko , 25 nicht am Start, 26 Alexei Zatewitsch , 27 Simon Špilak , 28 Maxime Vantomme – Teamchef: Claudio Cozzi.                                                                               |
| Omega Pharma-Quickstep            | OPQ    | UCI ProTeam                       | 31 Marco Bandiera , 32 Matthew Brammeier , 33 Iljo Keisse , 34 Serge Pauwels , 35 František Raboň , 36 Guillaume Van Keirsbulck , 37 Kristof Vandewalle , 38 Julien Vermote – Teamchef: Rik Van Slycke.                                                          |
| BMC Racing Team                   | BMC    | UCI ProTeam                       | 41 Brent Bookwalter , 42 Steve Morabito , 43 Yannick Eijssen , 44 Marco Pinotti , 45 Tim Roe , 46 Ivan Santaromita , 47 nicht am Start, 48 Danilo Wyss – Teamchef: Michael Sayers.                                                                               |
| Movistar Team                     | MOV    | UCI ProTeam                       | 51 David Arroyo , 52 José Herrada , 53 Beñat Intxausti , 54 Jonathan Castroviejo , 55 Ignatas Konovalovas , 56 Giovanni Visconti , 57 Sergio Pardilla , 58 Branislau Samoilau – Teamchef: José Luis Jaimerena.                                                   |
| Team NetApp                       | APP    | UCI Professional Continental Team | 61 Jan Bárta , 62 Andreas Schillinger , 63 Cesare Benedetti , 64 Matthias Brändle , 65 Blaž Jarc , 66 Leopold König , 67 Daniel Schorn , 68 Marcel Wyss – Teamchef: Jens Heppner.                                                                                |
| Bretagne-Schuller                 | BSC    | UCI Professional Continental Team | 71 Eric Berthou (; Aufgabe in der 3. Etappe), 72 Jean-Marc Bideau , 73 Sébastien Duret , 74 Armindo Fonseca , 75 Florian Guillou , 76 Geoffroy Lequatre , 77 Johan Le Bon , 78 Laurent Pichon – Teamchef: Emmanuel Hubert.                                       |
| Cofidis, le Crédit en Ligne       | COF    | UCI Professional Continental Team | 81 Yohann Bagot , 82 Mickaël Buffaz , 83 Rudy Molard , 84 Damien Monier , 85 Aleksejs Saramotins , 86 Nico Sijmens , 87 Arnaud Labbe , 88 Adrien Petit – Teamchef: Jean-Luc Jonrond.                                                                             |
| Acqua & Sapone                    | ASA    | UCI Professional Continental Team | 91 Carlos Betancur , 92 Massimo Codol , 93 Danilo Di Luca , 94 Stefano Garzelli , 95 Vladimir Miholjević , 96 Danilo Napolitano , 97 Francesco Di Paolo , 98 Fabio Taborre – Teamchef: Bruno Cenghialta.                                                         |
| Colnago-CSF Inox                  | COG    | UCI Professional Continental Team | 101 Stefano Locatelli , 102 Marco Canola , 103 Christian Delle Stelle , 104 Andrea Di Corrado , 105 Sacha Modolo , 106 Omar Lombardi , 107 Andrea Pasqualon , 108 Angelo Pagani – Teamchef: Bruno Reverberi.                                                     |
| Team Type 1-Sanofi Aventis        | TT1    | UCI Professional Continental Team | 111 Alessandro Bazzana , 112 Rubens Bertogliati , 113 László Bodrogi , 114 Alexander Efimkin , 115 Jure Kocjan , 116 Daniele Colli , 117 Javier Mejías , 118 Georg Preidler – Teamchef: Vassili Davidenko.                                                       |
| Farnese Vini-Selle Italia         | FAR    | UCI Professional Continental Team | 121 Rafael Andriato (; Aufgabe in der 3. Etappe), 122 Thomas Bertolini , 123 Umberto Nardecchia (; Aufgabe in der 3. Etappe), 124 Diego Caccia , 125 Pier Paolo De Negri , 126 Oscar Gatto , 127 Kevin Hulsmans , 128 Filippo Pozzato – Teamchef: Serge Parsani. |
| UnitedHealthcare Pro Cycling Team | UHC    | UCI Professional Continental Team | 131 Ben Day , 132 Philip Deignan , 133 Marc de Maar , 134 Robert Förster , 135 Christopher Jones , 136 Jason McCartney , 137 Kai Reus , 138 Boy van Poppel – Teamchef: Hendrik Redant.                                                                           |
| ARBÖ Wels Gourmetfein             | RAD    | UCI Continental Team              | 141 Markus Eibegger , 142 Andreas Graf , 143 Matej Marin , 144 Lukas Pöstlberger , 145 Stephan Rabitsch , 146 Stefan Rucker , 147 Jan Sokol , 148 Riccardo Zoidl – Teamchef: Andreas Grossek.                                                                    |
| Team Vorarlberg                   | VBG    | UCI Continental Team              | 151 Josef Benetseder , 152 Florian Bissinger , 153 Florian Gaugl , 154 Andreas Hofer , 155 Dominik Hrinkow , 156 Patrick Konrad , 157 Robert Vrečer , 158 René Weissinger – Teamchef: Harald Wisiak.                                                             |
| Tirol Cycling Team                | TIR    | UCI Continental Team              | 161 Marc Obkircher , 162 Jure Golčer , 163 Stefan Praxmarer , 164 Mario Schoibl , 165 Christoph Sokoll , 166 Harald Totschnig , 167 Martin Weiss , 168 David Wöhrer – Teamchef: Harald Berger.                                                                   |
| WSA-Viperbike Kärnten             | WSA    | UCI Continental Team              | 171 Gernot Auer , 172 Patrick Schörkmayer , 173 Markus Götz , 174 Adam Homolka , 175 Paul Lang , 176 Hans-Jörg Leopold , 177 Martin Schöffmann , 178 Michael Schwaiger – Teamchef: Christoph Resl.                                                               |